# Джерело № 1 (Грабово)
Джерело́ № 1 — гідрологічна пам'ятка природи місцевого значення в Україні. Об'єкт розташований на території Мукачівського району Закарпатської області, на південь від села Грабово (урочище «Солені Млаки»). 
Площа 5 га. Статус присвоєно згідно з рішенням облвиконкому від 23.10.1984 року № 253. Перебуває у віданні ДП «Мукачівське ЛГ» (Майданське лісництво, кв. 35, вид. 29). 
Статус присвоєно для збереження джерела мінеральної води з гідрокарбонатно-хлоридно-натрієвою водою. Загальна мінералізація — 1,8 г/л. Використовується для лікування захворювань органів травлення.